# Gaston Sirjean
Gaston Sirjean (* 26. März 1904 in Pélissier, Provinz Oran, Algerien; † unbekannt) war ein französischer Arzt und Genealoge.
1931 legte er an der Universität in Algier seine Doktorarbeit in Medizin mit dem Titel „Contribution à l’étude de la réaction de vernes à la resorcine : ses rapports avec la puerpéralité“ vor, veröffentlichte in der Folgezeit auf medizinischem Gebiet allerdings nur noch wenig. Bekannt wurde Sirjean hingegen als Genealoge, vor allem durch sein Hauptwerk Encyclopédie généalogique des maisons souveraines du monde, das sich entgegen seinem Titel mit den französischen Königen und Kaisern befasst und für das er 1965 den Prix Boquette für Geschichte der Académie française erhielt.

## Werke
- Analyse Physico-Chimique des Eaux de Consommation. Guide de l’Aide Biologiste, 1951
- Analyse Bactériologique des Eaux de Consommation. Guide de l’Aide Biologiste, 1952
- Encyclopédie généalogique des maisons souveraines du monde, 1959–1965 (1. Les Mérovingiens, 2. Les Carolingiens, 3. Les Capétiens directs, 4. Les Valois, 5. Les Bourbons, 6. Les Orléans, 7. Les Bonaparte, 8. Les Illégitimes, 9. Premier Maison de Bourgogne, 10. Deuxième Maison de Bourgogne, 11. Les Courtenay, 12. Les Dreux, 13. Les Bretagnes)